# Бојан Млађовић
Бојан Млађовић (Косовска Митровица, 16. октобра 1995) српски је фудбалер који тренутно наступа за Тобол.

## Каријера
Млађовић је рођен у Косовској Митровици, а фудбалски је стасавао у редовима Трепче. Одатле је отишао у краљевачку Слогу где је наступао у омладинској конкуренцији, а затим се поново вратио у матични клуб. С Трепчом је 2014. године наступио у шеснаестини финала Купа Србије, против Војводине. Једну полусезону провео је у Мокрој Гори, а затим је прешао у Телеоптик. С Телеоптиком је био освајач Српске лиге Београда за сезону 2016/17, после чега је напустио клуб. Након тога је приступио екипи ОФК Бачке из Бачке Паланке с којом је прошао летње припреме 2017. године. У Суперлиги Србије дебитовао је у поразу од суботичког Спартака, на отварању такмичарске 2017/18. Наступио је још против Напретка у 4. колу и касније напустио клуб. Потом је постао фудбалер Инђије за коју је станардно наступао у Првој лиги Србије. Током пролећног дела сезоне претрпео је повреду због које пропустио већину утакмица у том периоду. У лето 2018. је приступио лучанској Младости, али је у истом прелазном року отишао у Металац из Горњег Милановца. С клубом је том приликом потписао уговор до краја такмичарске 2020/21. Млађовић је у Металцу остао до краја календарске 2021, за који је наступао у Првој и Супелиги Србије, постигавши два поготка. Носио је и капитенску траку пре него што је напустио клуб. У фебруару 2022. је потписао за нишки Раднички, чији је играч био до августа исте године. Био је стрелац водећег поготка против Партизана у другом колу такмичарске 2022/23. и на истом сусрету скривио два једанаестерца. Касније је приступио новосадској Младости. Почетком фебруара 2023. потписао је једногодишњи уговор с Тоболом.

## Статистика

### Клупска
Ажурирано 19. јуна 2023.
|                         |          |                          |     |   |    |   |   |   |   |   |     |   |  |  |
| Трепча                  | 2014/15. | Зона Морава              | —   | — | 1  | 0 | — | — | — | — | 1   | 0 |  |  |
|                         |          |                          |     |   |    |   |   |   |   |   |     |   |  |  |
| Мокра Гора              | 2015/16. | Српска лига Запад        | 14  | 0 | 2  | 0 | — | — | — | — | 16  | 0 |  |  |
|                         |          |                          |     |   |    |   |   |   |   |   |     |   |  |  |
| Телеоптик               | 2015/16. | Српска лига Београд      | 4   | 0 | —  | — | — | — | — | — | 4   | 0 |  |  |
| Телеоптик               | 2016/17. | Српска лига Београд      | 12  | 0 | —  | — | — | — | — | — | 12  | 0 |  |  |
| Телеоптик               | Укупно   | Укупно                   | 16  | 0 | —  | — | — | — | — | — | 16  | 0 |  |  |
|                         |          |                          |     |   |    |   |   |   |   |   |     |   |  |  |
| Бачка Бачка Паланка     | 2017/18. | Суперлига Србије         | 2   | 0 | —  | — | — | — | — | — | 2   | 0 |  |  |
|                         |          |                          |     |   |    |   |   |   |   |   |     |   |  |  |
| Инђија                  | 2017/18. | Прва лига Србије         | 16  | 0 | 2  | 0 | — | — | — | — | 18  | 0 |  |  |
|                         |          |                          |     |   |    |   |   |   |   |   |     |   |  |  |
| Металац Горњи Милановац | 2018/19. | Прва лига Србије         | 23  | 1 | 1  | 0 | — | — | — | — | 24  | 1 |  |  |
| Металац Горњи Милановац | 2019/20. | Прва лига Србије         | 17  | 1 | 0  | 0 | — | — | — | — | 17  | 1 |  |  |
| Металац Горњи Милановац | 2020/21. | Суперлига Србије         | 16  | 0 | 1  | 0 | — | — | — | — | 17  | 0 |  |  |
| Металац Горњи Милановац | 2021/22. | Суперлига Србије         | 18  | 0 | 1  | 0 | — | — | — | — | 19  | 0 |  |  |
| Металац Горњи Милановац | Укупно   | Укупно                   | 74  | 2 | 3  | 0 | — | — | — | — | 77  | 2 |  |  |
|                         |          |                          |     |   |    |   |   |   |   |   |     |   |  |  |
| Раднички Ниш            | 2021/22. | Суперлига Србије         | 13  | 0 | 1  | 0 | — | — | — | — | 14  | 0 |  |  |
| Раднички Ниш            | 2022/23. | Суперлига Србије         | 2   | 1 | —  | — | 1 | 0 | — | — | 3   | 1 |  |  |
| Раднички Ниш            | Укупно   | Укупно                   | 15  | 1 | 1  | 0 | 1 | 0 | — | — | 17  | 1 |  |  |
|                         |          |                          |     |   |    |   |   |   |   |   |     |   |  |  |
| Младост Нови Сад        | 2022/23. | Суперлига Србије         | 8   | 0 | 2  | 0 | — | — | — | — | 10  | 0 |  |  |
|                         |          |                          |     |   |    |   |   |   |   |   |     |   |  |  |
| Тобол                   | 2023.    | Премијер лига Казахстана | 12  | 0 | 3  | 0 | — | — | — | — | 15  | 0 |  |  |
|                         |          |                          |     |   |    |   |   |   |   |   |     |   |  |  |
| Каријера                | Каријера | Каријера                 | 157 | 3 | 14 | 0 | 1 | 0 | — | — | 172 | 3 |  |  |
|                         |          |                          |     |   |    |   |   |   |   |   |     |   |  |  |

## Трофеји, награде и признања
Телеоптик
- Српска лига Београд : 2016/17.[10]